# Otočić Mišnjak (ö i Kroatien, Zadars län, lat 44,03, long 15,26)
Otočić Mišnjak är en ö i Kroatien.   Den ligger i länet Zadars län, i den södra delen av landet, 210 km söder om huvudstaden Zagreb.